# Urqués

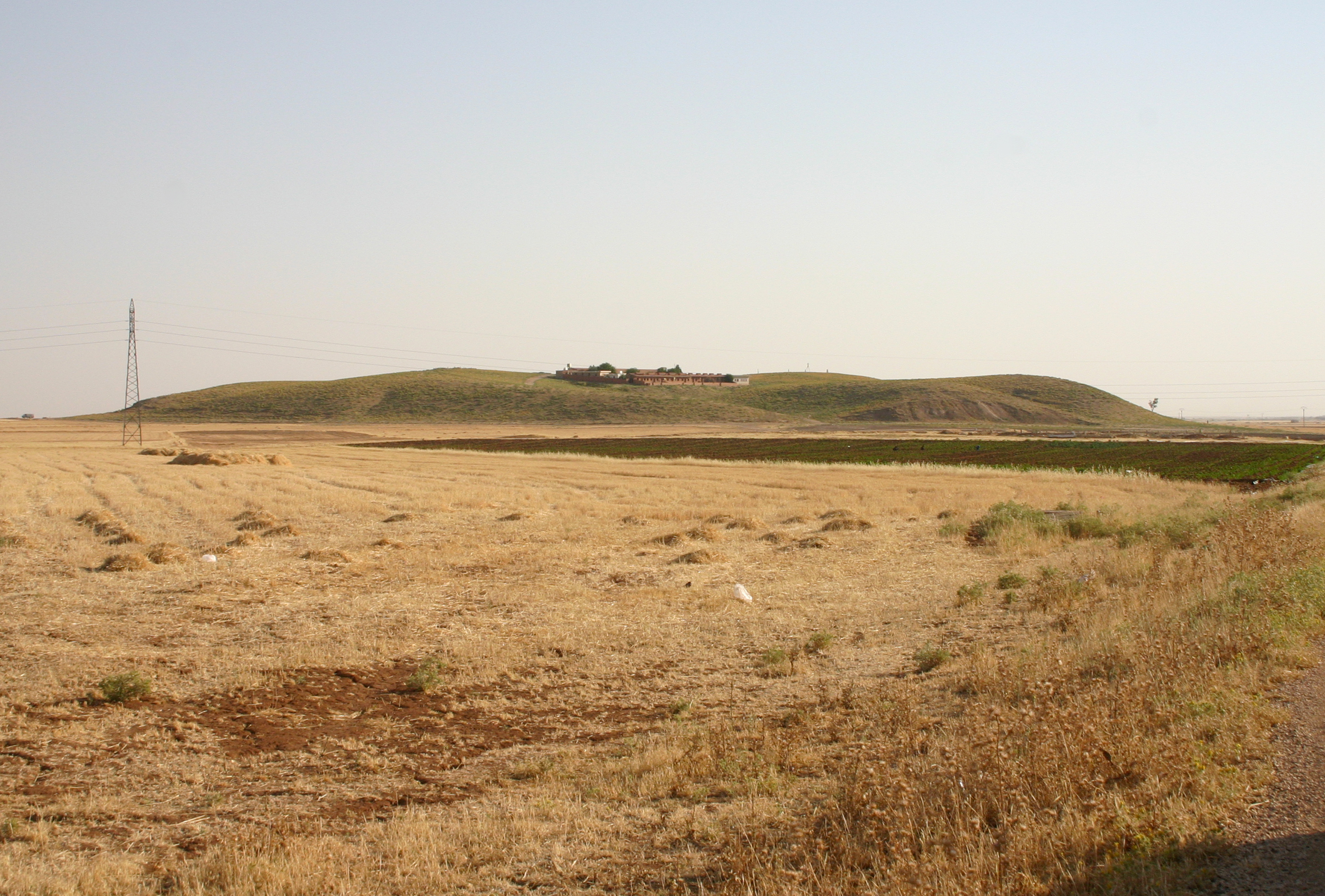
Vista de Tel Mozã do norte

Urqués (Urkiš) ou Urquis (Urkiš), a atual Tel Mozã (em árabe: تل موزان; romaniz.: Tel Mozan), é um tel, ou pequeno assentamento, localizado no sopé dos Montes Tauro em Al-Hasakah, noroeste da Síria. Foi fundada durante o IV milênio a.C., possivelmente pelos hurritas, num sítio que parece ter sido habitado anteriormente por alguns séculos.